# Europa Atlàntica

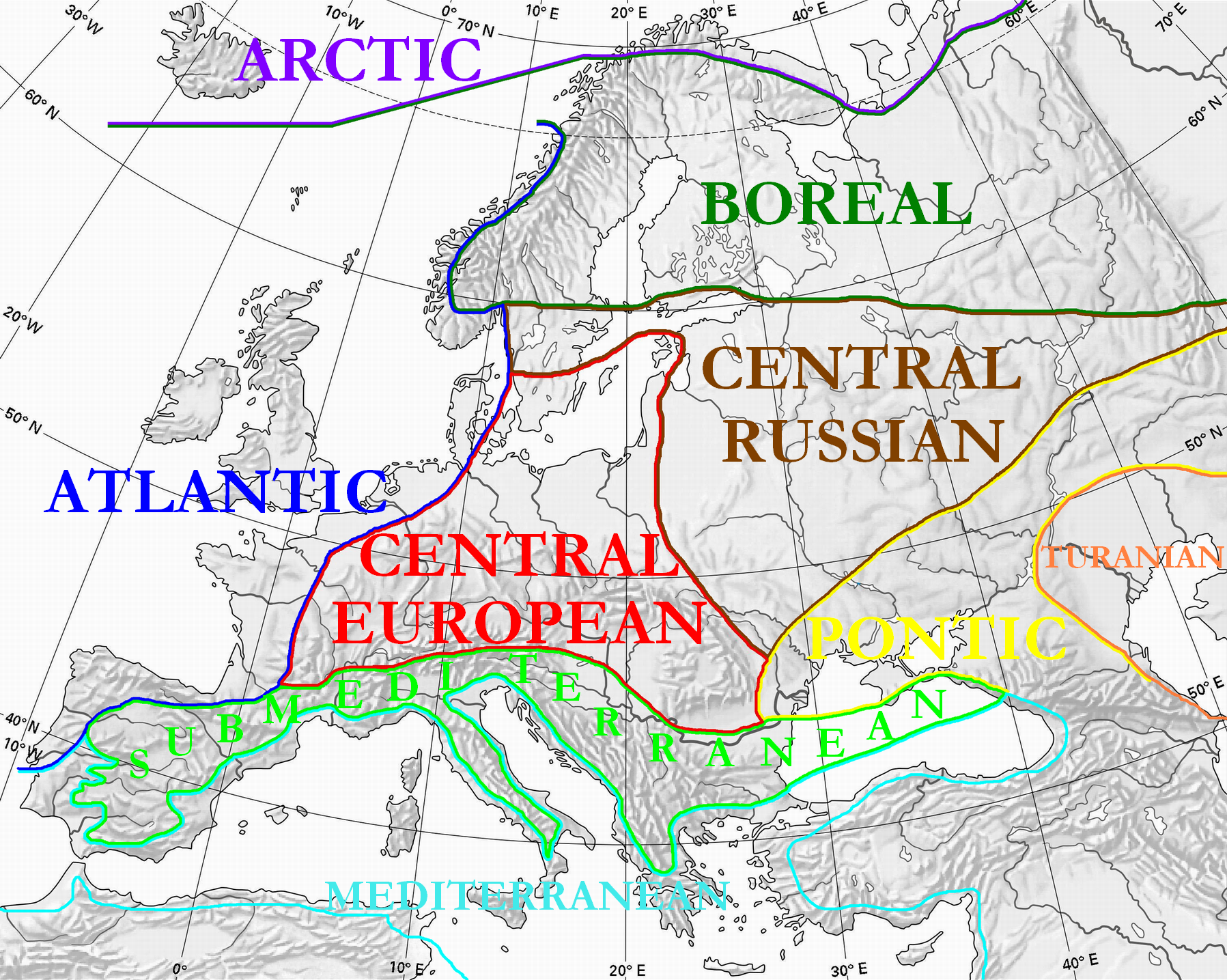
Regions d'Europa segons la flora.

Europa Atlàntica és el nom que rep una regió d'Europa que limita amb l'oceà Atlàntic i que comprèn part dels estats de Portugal, Espanya (Galícia i Astúries), França i Gran Bretanya. Entre els pobladors originaris d'aquestes àrees va existir un intercanvi cultural que els diferenciava dels habitants del centre del continent i que posteriorment es va plasmar en la cultura celta. En època contemporània existeix una associació per a la defensa de l'Arc Atlàntic que busca coordinar la política de les zones d'influència atlàntica. Destaquen els historiadors gallecs i portuguesos en la definició dels trets diferenciadors de la cultura local, fortament marcada pel clima i el paisatge. La biogeografia suporta aquesta idea de trets comuns atenent a les espècies que hi habiten.